# Cinolazépam
Le cinolazépam (commercialisé sous le nom de marque Gerodorm) est une benzodiazépine possédant des propriétés anxiolytiques, anticonvulsives et sédatives. Il n'est pas commercialisé en France.